# Hydromanicus canaliculatus
Hydromanicus canaliculatus är en nattsländeart som beskrevs av Li, Tian och Dudgeon 1990. Hydromanicus canaliculatus ingår i släktet Hydromanicus och familjen ryssjenattsländor. Inga underarter finns listade i Catalogue of Life.